# Emma Booth
Emma (nome completo: Emma Louise Booth, Bridgend, País de Gales, 1974-), é uma cantora britânica que interpretou a  canção britânica "Give a Little Love Back to the World", no  Festival Eurovisão da Canção 1990. Tinha 15 anos e foi a mais jovem representante britânica na história do Festival Eurovisão da Canção. Com a nova regra implementada nesse ano, apenas podem participar pessoas que atinjam os 16 anos no ano em que competissem e não no evento. No top britânico de vendas de singles não foi além do n.º 33 (apesar de ser o melhor resultado dos representantes britânicos no Festival Eurovisão da Canção desde 1984. No ano seguinte (1991), voltou a lançar mais um single pela Big Wave Records "Dance All Night" que foi um fracasso de vendas. Ela teve algum êxito nos Países Baixos em 1991 com um cover da canção de  Liquid Gold "Dance Yourself Dizzy"